# La rossa (film 1955)
La rossa è un film del 1955, diretto da Luigi Capuano.

## Trama
Amalia, bella e prorompente ragazza detta la Rossa, torna al suo paese affacciato sul mare e composto perlopiù da pescatori, dopo essere partita anni prima per Parigi ed essersi sposata, così dice il padre, guardiano del faro, con un uomo facoltoso.
In realtà Amalia non è sposata ed il suo presunto facoltoso marito, Pierre Dupont, altro non è che un malavitoso francese che però in effetti dà una certa agiatezza economica alla ragazza. Amalia prima di partire per la Francia era fidanzata con Salvatore, un umile pescatore del paese, che però ormai ha una moglie, Maria, che aiuta il marito facendo la sarta a domicilio, ed una figlia, Carmelina. Amalia comincia ad avvicinare diversi pescatori proprietari di una barca, venendo però sempre rifiutata per la sua fama di donna che non concede nulla in cambio di nulla.
Durante un controllo dei carabinieri presso la casa della Rossa, per capire il motivo della presenza di Amalia in paese e l'origine della sua agiatezza, il brigadiere avvisa la ragazza di essere a conoscenza di come si mantenesse ancor prima di partire per Parigi. Solo il padre sembra voler ignorare la realtà. Amalia, una volta soli, rinfaccia al padre come sia stata lasciata sola, senza una madre, in mezzo agli uomini che la desideravano e di come egli si ubriacasse spendendo i soldi che lei gli dava senza mai domandarsi come se li procurasse. Intanto Pierre, il presunto marito della Rossa, arriva in incognito nel paese, essendo ricercato per un grosso furto di gioielli a Parigi ed Amalia, sua amante e complice, lo aiuta a nascondersi.
Nel frattempo, la ragazza riesce ad avvicinarsi alla famiglia di Salvatore guadagnandosi l'affetto della figlioletta di lui, facendole diversi regali, e causando la gelosia di Maria, tormentata anche dal fatto di non riuscire a dare a Salvatore anche un figlio maschio, da lui tanto agognato, a causa della sua salute precaria.
Amalia riesce a convincere Salvatore a passare insieme una notte di pesca nella barca di lui, dove i due, ricordando i bei tempi andati, si baciano. In quell'occasione, Amalia dichiara al pescatore di essere ancora innamorata di lui e di non averlo mai dimenticato, e gli propone di fuggire assieme, in modo da poter avere un futuro migliore, sfuggendo alla vita di miseria che invece lo aspetterebbe restando in paese con Maria, e Salvatore accetta, più che altro per dare un futuro migliore a sua figlia Carmelina. In realtà Amalia vuole solo servirsi della barca di Salvatore per fuggire assieme al suo amante Pierre e rifarsi una vita con quest'ultimo all'estero, grazie al denaro frutto dei gioielli da loro rubati a Parigi, servendosi dunque dell'ingenuo pescatore, caduto facilmente nella sua rete, con il miraggio di una vita di agi e ricchezze.
Intanto Maria, malata, scopre di aspettare un bambino, forse il tanto sospirato maschio, ma il dottore la avvisa che la gravidanza, a causa della sua salute cagionevole, potrebbe esserle fatale, ma la giovane donna decide comunque di portarla a termine, incapace di togliere la vita al suo bambino e disposta invece a sacrificare la sua; oltre a ciò si trova ad affrontare la sempre più forte gelosia nei confronti di Amalia, alimentata dalle chiacchiere del paese, sempre più insistenti su una tresca tra il marito e la Rossa, ma in un confronto tra le due donne, questa rassicura Maria, dicendole che non ha nessuna intenzione di portarle via il marito (ovviamente non rivelandole nulla circa le sue vere intenzioni).
Durante un incontro con Amalia, Pierre rivela alla donna di essere intenzionato, una volta fuggiti insieme, di uccidere Salvatore, simulando un incidente in mare, in quanto sarebbe troppo compromettente lasciarlo vivo, in quanto questi potrebbe in un futuro ricattare i due, e non essendo inoltre disposto a dividere i soldi del furto di gioielli con lui, e la Rossa acconsente al piano dell'amante.
Salvatore avvisato dalla madre e dall'amico fraterno Giacomo circa le malelingue in circolazione su lui e la Rossa, fa una scenata in famiglia arrivando a colpire il povero Giacomo davanti a Maria e Carmelina. La notte il tempo si guasta ed in teoria i pescatori non dovrebbero andare per mare, ma essendo la notte del viaggio di fuga, Salvatore dice a Maria che deve uscire per forza. Una volta fuori casa, Giacomo fa vedere a Salvatore un giornale straniero che gli aprirà gli occhi circa le vere intenzioni di Amalia e facendolo finalmente rinsavire, rendendosi conto invece della sincerità dell'amore della moglie. Sulla spiaggia Salvatore restituisce i soldi alla Rossa, dicendole di andarsene il prima possibile dal paese insieme a Pierre se non vogliono essere denunciati. Detto ciò parte per la notte di pesca.
Amalia presa in contropiede, resasi conto che non ha più alcun ascendente su Salvatore, si vendica spegnendo il faro proprio mentre infuria una bufera in mare. Giacomo vede Amalia scendere dal faro spento e conoscendo l'animo perverso della Rossa, intuisce il pericolo e cerca di salire su per riaccenderlo, ma viene ostacolato dalla donna che però nella colluttazione cade, morendo di lì a poco nelle braccia del padre, sempre ignaro circa le intenzioni della figlia. Nel mentre arriva anche Maria, che sale sul faro, riaccendendolo, consentendo così a Salvatore di tornare a riva e salvarsi.
Giacomo informa il padre di Amalia circa l'accaduto, ma il padre, fuori di sé dal dolore dice che la figlia è caduta dal faro nell'intento di riaccenderlo. Salvatore, informato da Giacomo circa la morte della Rossa, ripeterà le parole del padre di lei, in quanto ritiene inutile sporcare la memoria di una defunta. 
Pierre verrà arrestato il giorno dopo dai carabinieri, grazie alle informazioni ricevute notte tempo dal pescatore.
La pace torna nel paese e nella famiglia di Salvatore, allietata dalla nascita del figlio maschio tanto desiderato, senza nessuna conseguenza per Maria, che al contrario recupera miracolosamente la piena salute.

## Produzione
Il film, a carattere musicale, è ascrivibile al filone dei melodrammi sentimentali, comunemente detto strappalacrime, allora molto in voga tra il pubblico italiano (in seguito ribattezzato dalla critica con il termine neorealismo d'appendice).
All'interno della pellicola vengono eseguite diverse canzoni classiche napoletane (La Rossa, Scapricciatiello), cantate da Franco Ricci.

## Distribuzione
Il film venne distribuito nel circuito cinematografico italiano il 16 settembre del 1955.
Fu distribuito anche in Francia, il 27 gennaio del 1960, con il titolo La Fille du gardien de phare.